# Сид (певица)
Сидни Лорън Бенет (родена на 23 април 1992), по-известна като Сид (а по-рано Сид да Кид) е американска певица, автор на песни, музикален продуцент, и дисководещ от Лос Анджелис, Калифорния. Освен соловата си кариера, Сид е част от алтернативния хип-хоп колектив Odd Future и е водещ вокалист на соул групата The Internet. Сид е открито лесбийка. Тя е по-голямата сестра на Травис „Тако“ Бенет, също част от колектива Odd Future. Тя е подписала с Кълъмбия Рекърдс 